# Przełącznik gwiazda-trójkąt

Trójfazowe połączenie typu gwiazda i trójkąt

Przełącznik gwiazda-trójkąt (ang. star-delta starter) – rodzaj przełącznika pozwalającego na manualny rozruch odpowiednio przystosowanego silnika elektrycznego klatkowego.
Jest to przełącznik rozruchowy uzwojeń przeznaczony do rozruchu silników trójfazowych, łącząc uzwojenia stojana najpierw w gwiazdę, potem w trójkąt.

## Sposób rozruchu
Przy połączeniu uzwojeń silnika w gwiazdę prąd rozruchowy silnika jest trzy razy mniejszy, ale również i moment rozruchowy jest trzy razy mniejszy. Po włączeniu napięcia zasilania i rozpędzeniu silnika do prędkości obrotowej bliskiej prędkości synchronicznej następuje ręczne przełączenie uzwojeń na konfigurację w trójkąt. Silnik rozpędza się wówczas do prędkości nominalnej i przechodzi z rozruchu do pracy nominalnej.
Zaletą takiego rozwiązania jest obniżenie czasu działania prądów udarowych, które mogą prowadzić do nadmiernego nagrzewania i naprężeń mechanicznych w uzwojeniach, co może prowadzić do awarii silnika. Dodatkową zaletą jest względna prostota i taniość rozwiązania.
Główną wadą jest obniżony moment startowy, co powoduje że rozruch taki stosuje się tylko do silników, które w momencie rozruchu nie są obciążone znamionowym momentem, np. przy napędzie wentylatorów lub przenośników taśmowych.